# Margarita Vojska
Margarita Vojska, in bulgaro Маргарита Войска? (Sofia, 3 aprile 1963), è una scacchista bulgara.
Ottenne il titolo di Grande maestro femminile nel 1985.

## Principali risultati
Dal 1982 al 2010 vinse 11 volte il campionato bulgaro femminile (record del campionato).
Con la nazionale femminile bulgara ha partecipato a 19 olimpiadi degli scacchi nel periodo 1980-2016, un record per le olimpiadi femminili. Ottenne complessivamente 116 punti su 194 partite (59,8%). Nelle olimpiadi di Salonicco 1984 vinse la medaglia d'argento di squadra.
Nel 2013 vinse il campionato europeo seniores femminile.